# 고양시

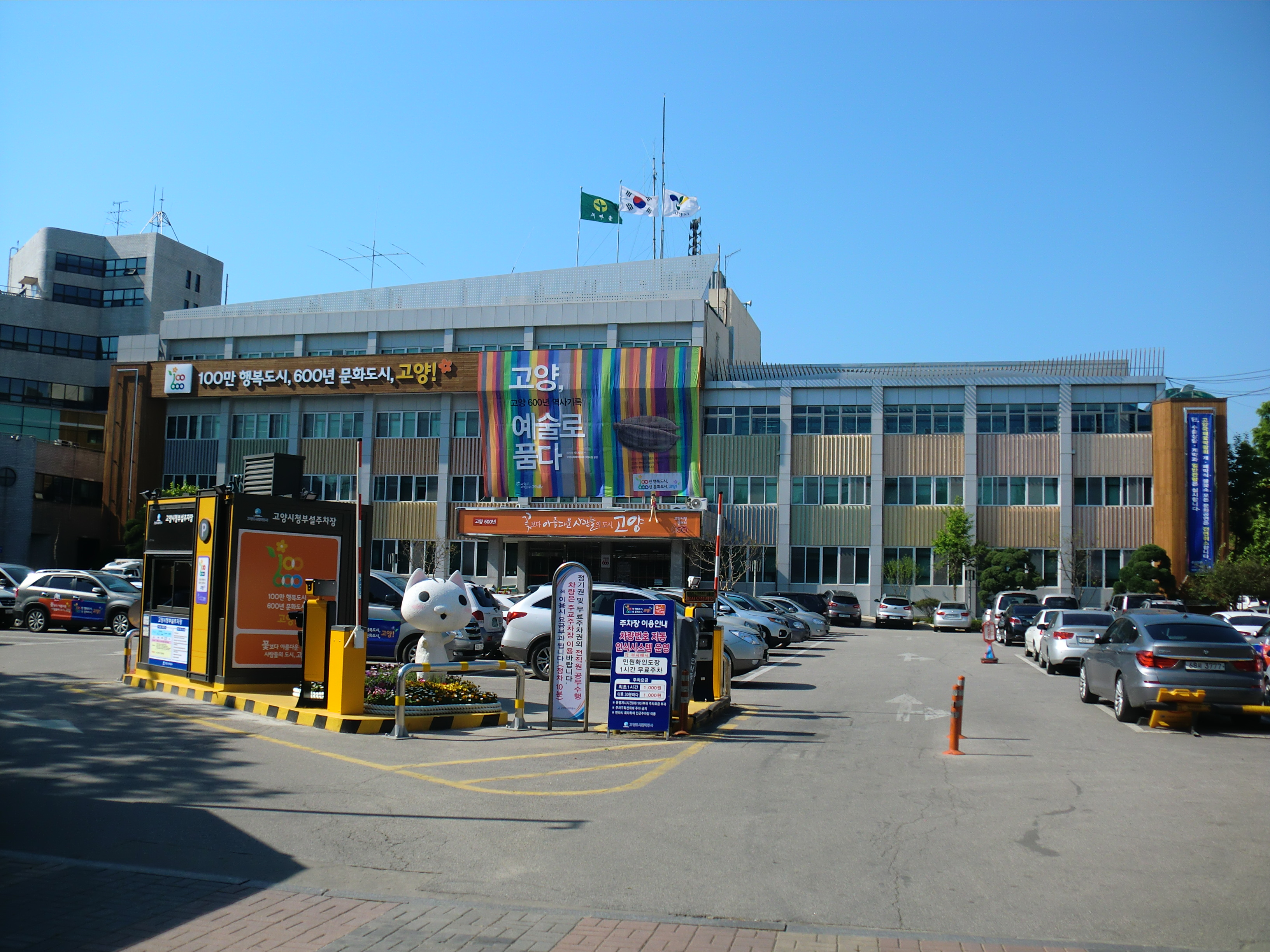
고양시청 (2014년)

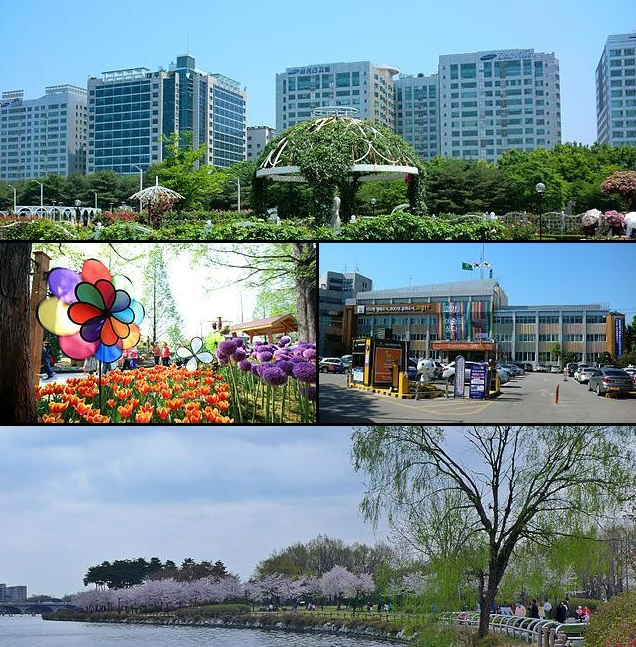
고양시의 각 배경이며 섹션마다 다른 배경을 가지고 있다.

고양시(高陽市)는 대한민국 경기도의 북서부에 위치한 특례시이다. 시청은 덕양구 주교동에 있다.
서울특별시의 근교 지역으로 성장한 곳으로, 1970년대부터 읍 규모의 시가지들이 발달했다. 1990년대 초 일산신도시를 비롯한 7개 지역에 택지개발사업이 이루어지면서 인구가 급증해 1992년 2월 1일에 시로 승격하였으며, 1996년에 일반구 2개(일산구, 덕양구)가 설치되었고 그 중 일산구는 2005년에 일산서구와 일산동구로 분리했다. 2014년 8월 1일에는 인구 100만 명을 돌파하였다. 일산서구 대화동에는 종합전시장인 킨텍스가 있고, 덕양구 행신동에는 일부 KTX의 종착역인 행신역이 있으며 행주내동 소재의 KTX 전용 차량기지인 수도권철도차량정비단 입출고 열차의 일부가 행신역을 오고간다.
또한 휴전선이 있는 파주시와 접해 있는 특성상, 군사도시이기도 하다.

## 역사
고봉현, 덕양현(행주현은 덕양현에 이미 통합), 부원현, 황조향, 율악부곡 등을 고양현으로 통폐합한 곳으로, 명칭은 조선 태종 13년(1413년)에 고봉현의 '고'자와 덕양현의 '양'자를 합쳐서 만들어진 것이다.
- 1992년 2월 1일 : 고양군이 고양시로 승격하였다.[2]
- 1993년 5월 18일 : 주엽동 신설하였다.
- 1993년 6월 1일 : 중동을 일산2동, 일산동을 일산1동, 천청동을 백석동, 백마동을 마두1동, 낙민동을 마두2동으로 명칭 변경하였다.
- 1994년 7월 1일 : 성사동을 성사1,2동, 주엽동을 주엽1,2동으로 분동하였다.
- 1995년 3월 13일 : 일산1동을 일산1동, 일산3동으로 분동하였다.
- 1996년 1월 3일 : 일산4동, 대화동, 장항2동, 행신2동 신설하였다.
- 1996년 1월 30일 : 일산선이 개통되었다.
- 1996년 3월 1일 : 덕양구와 일산구가 설치되었다.[3]
- 1996년 10월 21일 : 화정동을 화정1,2동으로 분동하였다.
- 2003년 2월 3일 : 행신1,2동을 행신1,2,3동, 일산1동을 일산1동, 탄현동으로 분동하였다.
- 2005년 5월 16일 : 일산구를 일산동구와 일산서구로 분구하였다.[4]
- 2005년 5월 16일 : 일산2동을 일산2동, 중산동으로 분동하였고, 일산4동을 정발산동으로 명칭변경하였다.
- 2006년 10월 29일 : 백석동을 백석1,2동으로 분동하였다.
- 2014년 8월 1일 : 고양시의 인구가 100만명을 넘어섰다.[1]
- 2018년 7월 1일 : 신도동을 삼송동으로 개칭하였다.
- 2020년 12월 9일 : 특례시 법안이 국회에서 통과 되었다.
- 2022년 1월 3일 : 덕양구 흥도동과 삼송동을 흥도동, 삼송1동, 삼송2동으로, 덕양구 행신3동을 행신3동, 행신4동으로, 일산동구 중산동을 중산1동, 중산2동 으로, 일산서구 탄현동을 탄현1동, 탄현2동으로 분동, 일산서구 송산동을 덕이동, 가좌동으로 분동하였다.
- 2022년 1월 13일 : 특례시로 승격되었다.[5]
- 2023년 7월 1일 : 서해선 (소사 ~ 대곡)이 연장 개통 되었다.

## 지리
고양시는 경기도의 서쪽 중북부에 위치하며, 동서로 27 km, 남북으로 18km에 해당하는 크기이다. 남쪽으로는 서울특별시와 접하고, 북쪽으로는 파주시, 동쪽으로 양주시, 남서쪽으로는 한강을 끼고 김포시와 접하고 있다. 지리적 위치를 살펴보면 동쪽 끝은 동경 126° 56.5‘의 덕양구 효자동, 서쪽 끝은 동경 126° 45.5’의 일산서구 구산동, 남쪽 끝은 북위 37° 34‘의 덕양구 현천동, 북쪽 끝은 북위 37° 41.5’의 덕양구 벽제동으로 반대편 남양주시와 비슷한 위치에 있다.
특히 경기도를 남북으로 나눈다면 한강 이북으로 행정상으로는 경기북부에 속하나 경기도 전체적으로 서쪽 중북부에 위치하여 있고 일반적인 경기북부와는 조금 다르다. 따라서 경기 '서부'로 보는 것이 더 정확하다. 특히 일부를 제외한 시청과 기타 주요 핵심지들은 위도상 서울특별시 최북단에 위치한 도봉구보다 남쪽에 위치하며 시의 최남단인 덕은동 일대는 한강 이남인 강서구, 강동구 일부와 같으며 서울 한강 이북 최남단 자치구와도 위도상 비슷하다. 따라서 행정상으로는 한강 이북으로 경기북부에 속하나 실제로는 서울특별시 강북 지역과 거의 같다. 이는 반대편 동부권인 남양주시도 마찬가지이다. 특히 최근에는 도로교통망의 발달로 한강 이남의 김포시, 부천시, 인천광역시와도 왕래가 잦다.
동부에는 북한산이 솟아 있고 대부분이 구릉과 산악지대로 이루어져 있다. 창릉천 등의 하천이 흐르며 한강과 접해 있다. 서부는 대부분 평야지대여서 농사를 짓기 유리하다.
2014년 4월을 기준으로 전체 면적은 268.05 km2로 경기도의 2.6%에 해당한다. 이중 덕양구는 165.55 km2 , 일산동구는 59.94 km2, 일산서구는 42.56 km2이다. 모든 지역이 과밀억제구역에 속할 뿐만 아니라, 군사보호구역이 45.8%, 개발제한구역이 44.8%, 농림지역이 12.3%에 이르는 등 도시의 성장속도를 억제하는 각종 규제를 받고 있다. 이에 더해 고양시는 고양군 시절부터 지역마다 따로따로 성장해 서울이나 여타 광역시와 달리 "제1도심"이라고 할만한 곳이 없는데, 이러한 구심점 없는 성장은 고양시의 체계적인 발전에는 부정적 요소로 평가되고 있다.

## 행정 구역

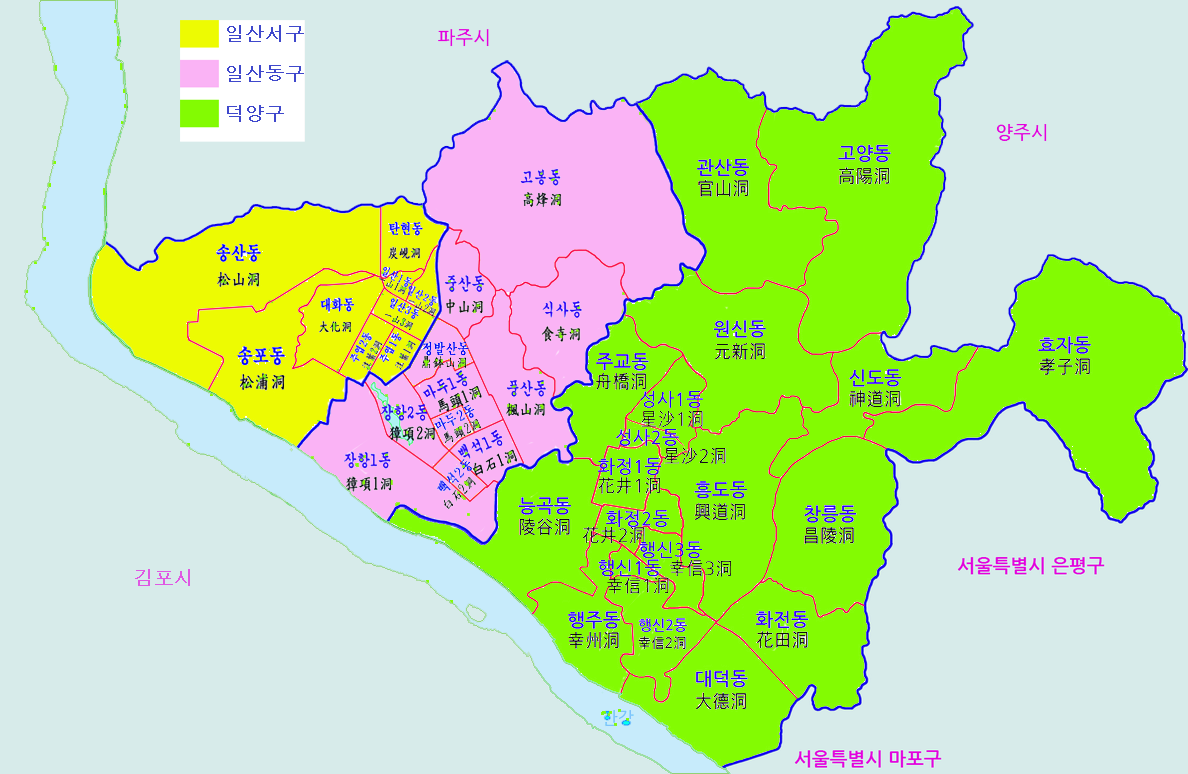
고양시의 행정구역

고양시에는 3개의 일반구가 있다. 일산동구와 일산서구는 일산신도시 지역이며 덕양구에는 구 도심이었던 원당동과 주교동 외에 행신, 화정지구가 있다. 3구, 44행정동, 886통, 5,565반으로 구성되어 있다. 행정동은 덕양구가 21동, 일산동구가 12동, 일산서구가 11동이다. 국회의원 선거구는 4개(고양갑, 고양을, 고양병, 고양정)로 나뉘어 있다.
| 일반구   | 한자     | 면적 (km2) | 인구 (명) | 세대    |
| -------- | -------- | ---------- | --------- | ------- |
| 덕양구   | 德陽區   | 165.51     | 466,157   | 178,039 |
| 일산동구 | 一山東區 | 59.10      | 297,671   | 115,258 |
| 일산서구 | 一山西區 | 42.80      | 302,523   | 108,475 |
| 고양시   | 高陽市   | 267.41     | 1,066,351 | 401,772 |

 * 인구·세대는 2019년 주민등록 기준, 면적은 2012년 12월 31일 기준

### 인구
고양시의 인구는 1990년대 일산신도시의 개발이후 급격하게 증가했다. 0~4세 인구는 20.47%,65세 이상 인구는 8.43%이다. 생산연령층인 15~64세인구는 71.4%로 전국평균 72.8%보다 비율이 낮고 유소년 인구 부양비는 23.5%로 전국평균인 22.8%보다 높으며 노년인구 부양비는 8.8%로 전국 평균인 14.5%보다 낮다. 여자 인구 100명당 남자 인구를 나타내는 성비는 97.8로 여자가 다소 많다. 덕양구의 삼송지구 등의 개발에 힘입어 인구가 꾸준히 유입되어 2014년 8월1일 인구 100만을 돌파하였으며 2013년 말부터 인구가 월평균 천단위로 증가하고 있다.
고양시의 인구추이
| 연도   | 인구        | 인구그래프 |
| ------ | ----------- | ---------- |
| 1960년 | 75,859명    |            |
| 1966년 | 93,741명    |            |
| 1970년 | 130,860명   |            |
| 1975년 | 143,028명   |            |
| 1980년 | 155,601명   |            |
| 1985년 | 183,125명   |            |
| 1990년 | 244,975명   |            |
| 1995년 | 518,282명   |            |
| 2000년 | 763,971명   |            |
| 2005년 | 866,846명   |            |
| 2010년 | 905,076명   |            |
| 2015년 | 1,027,546명 |            |
| 2016년 | 1,031,890명 |            |

## 시청
- 현재 고양시청은 경기도 고양시 덕양구 주교동에 위치하고 있다.

## 교육

### 초등학교
| - 가람초등학교 - 가좌초등학교 - 강선초등학교 - 고봉초등학교 - 고양관산초등학교 - 고양동산초등학교 - 고양백석초등학교 - 고양신일초등학교 - 고양오금초등학교 - 고양용현초등학교 | - 고양초등학교 - 고양한내초등학교 - 고양화수초등학교 - 고양화정초등학교 - 금계초등학교 - 낙민초등학교 - 내유초등학교 - 냉천초등학교 - 능곡초등학교 - 다솜초등학교 | - 대곡초등학교 - 대화초등학교 - 덕은초등학교 - 덕이초등학교 - 도래울초등학교 - 모당초등학교 - 목암초등학교 - 무원초등학교 - 문촌초등학교 - 문화초등학교 | - 백마초등학교 - 백송초등학교 - 백신초등학교 - 백양초등학교 - 벽제초등학교 - 삼송초등학교 - 상탄초등학교 - 서정초등학교 - 성라초등학교 - 성사초등학교 | - 성석초등학교 - 성신초등학교 - 성저초등학교 - 소만초등학교 - 송포초등학교 - 신능초등학교 - 신원초등학교 - 신촌초등학교 - 아람초등학교 - 안곡초등학교 | - 양일초등학교 - 오마초등학교 - 용두초등학교 - 용정초등학교 - 원당초등학교 - 원중초등학교 - 율동초등학교 - 일산은행초등학교 - 일산초등학교 - 장성초등학교 | - 장촌초등학교 - 저동초등학교 - 정발초등학교 - 주엽초등학교 - 중산초등학교 - 지도초등학교 - 지축초등학교 - 창릉초등학교 - 토당초등학교 - 풍동초등학교 | - 풍산초등학교 - 하늘초등학교 - 한류초등학교 - 한뫼초등학교 - 한산초등학교 - 한수초등학교 - 행남초등학교 - 행신초등학교 - 행주초등학교 - 향동숲내초등학교 | - 향동초등학교 - 현산초등학교 - 호곡초등학교 - 호수초등학교 - 화중초등학교 - 황룡초등학교 - 흥도초등학교 |

### 중학교
| - 가람중학교 - 고양송산중학교 - 고양제일중학교 - 고양중학교 - 능곡중학교 - 대송중학교 - 대화중학교 - 덕양중학교 - 덕이중학교 - 도래울중학교 | - 목암중학교 - 무원중학교 - 발산중학교 - 백마중학교 - 백석중학교 - 백신중학교 - 백양중학교 - 서정중학교 - 성사중학교 - 신능중학교 | - 신원중학교 - 신일중학교 - 안곡중학교 - 오마중학교 - 원당중학교 - 일산동중학교 - 일산양일중학교 - 일산중학교 - 장성중학교 - 저동중학교 | - 정발중학교 - 중산중학교 - 지도중학교 - 풍동중학교 - 풍산중학교 - 한수중학교 - 행신중학교 - 향동중학교 - 현산중학교 - 호곡중학교 | - 화수중학교 - 화정중학교 |

### 고등학교
| - 가좌고등학교 - 경기영상과학고등학교 - 고양고등학교 - 고양국제고등학교 - 고양동산고등학교 - 고양예술고등학교 - 고양외국어고등학교 - 고양일고등학교 - 능곡고등학교 - 대화고등학교 | - 덕이고등학교 - 도래울고등학교 - 무원고등학교 - 백마고등학교 - 백석고등학교 - 백송고등학교 - 백신고등학교 - 백양고등학교 - 서정고등학교 - 성사고등학교 | - 세원고등학교 - 신일비즈니스고등학교 - 안곡고등학교 - 일산고등학교 - 일산국제컨벤션고등학교 - 일산대진고등학교 - 일산동고등학교 - 저동고등학교 - 저현고등학교 - 정발고등학교 | - 주엽고등학교 - 중산고등학교 - 풍동고등학교 - 행신고등학교 - 화수고등학교 - 화정고등학교 |

### 대학교
- 농협대학교
- 동국대학교 바이오메디캠퍼스
- 연세대학교 삼애캠퍼스
- 중부대학교 고양캠퍼스
- 한국항공대학교

### 특수학교
| - 한국경진학교 | - 명현학교 | - 밝은학교 | - 홀트학교 |

### 공공도서관
공공도서관은 어린이 도서관을 포함하여 총 15개의 시립도서관이 있다. 인구 8만 3600명당 1개 정도로 10만 명당 1개 정도인 전국 평균을 상회한다.

## 문화·관광
2004년 9월 1일 개관한 복합문화체육 공간인 고양어울림누리와 2007년 5월 4일 개관한 공연예술센터인 고양아람누리가 있다. 또한 관산동에 테마동물원 쥬쥬가 있다.

### 문화재
- 태고사 원증국사탑비
- 태고사 원증국사탑
- 벽제관지
- 고양 송포 백송
- 공양왕릉
- 서오릉
- 서삼릉
- 행주산성
- 밤가시 초가

### 축제
- 행주산성해맞이축제 (1월)
- 고양국제꽃박람회 (4~5월)
- 고양호수예술축제 (10월)
- 고양국제야외조각축제 (9~10월)
- 경기국제관광박람회 (11월)
- 고양호수꽃빛축제 (12월)
- 플레이엑스포

## 경제·산업

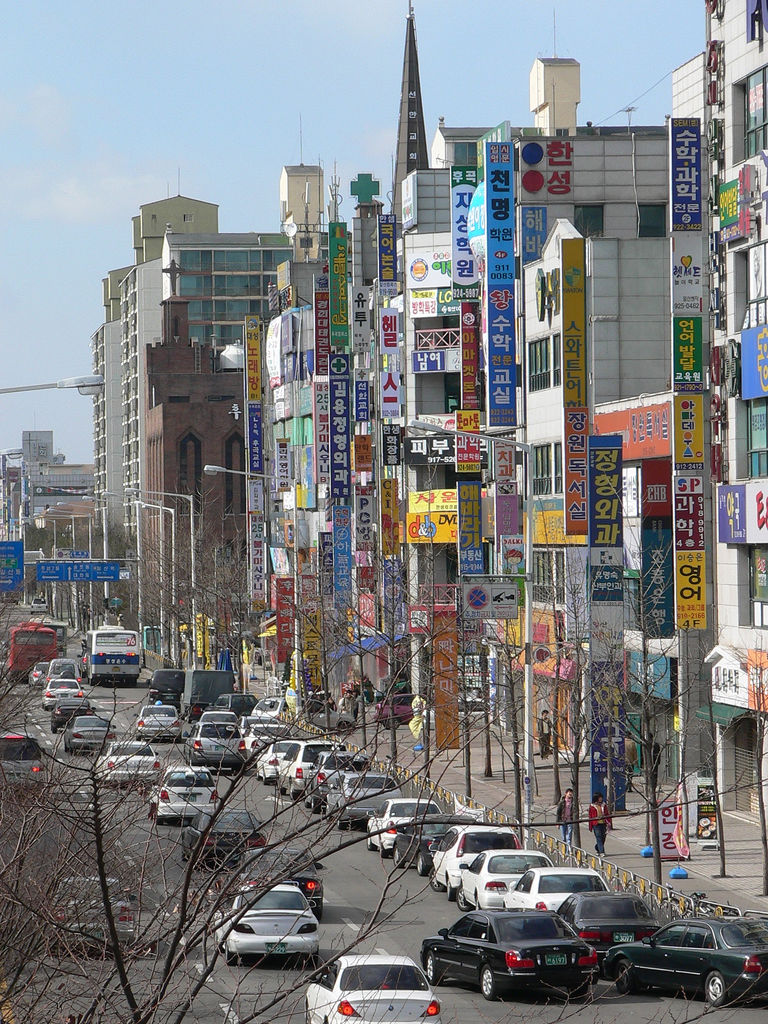
일산서구 일산3동의 후곡학원가

### 상업시설

#### 백화점,아울렛,쇼핑몰
- 롯데백화점 일산점 (일산동구 중앙로 1283)(장항동)
- 롯데아울렛 고양터미널점 (일산동구 백석동)
- 현대백화점 킨텍스점 (일산서구 호수로817) (대화동)
- 그랜드백화점 일산점 (일산서구 중앙로 1436)(주엽동)
- 세이브존 화정점 (덕양구 화정로52)(화정동)
- 뉴코아아울렛 일산점 (일산동구 중앙로1206)(마두동)
- 스타필드 고양점 (덕양구 고양대로 1955)(동산동)
- 롯데아울렛 고양터미널점  (일산동구 중앙로 1036)(백석동)
- 롯데아울렛 고양점  (덕양구 권율대로 420)(도내동)
- 이케아 고양점  (덕양구 권율대로 420)(도내동)

#### 대형마트,창고형마트
- 이마트 타운 킨텍스점(이마트 킨텍스점· 이마트 트레이더스 킨텍스점)(일산서구 킨텍스로 171)(대화동)
- 이마트 일산점 (일산동구 중앙로 1124 흰돌마을)(백석동)
- 이마트 화정점 (덕양구 백양로 79)(화정동)
- 이마트 풍산점 (일산동구 무궁화로 237)(중산동)
- 이마트 트레이더스 고양점 (덕양구 고양대로 1955)(동산동)
- 롯데마트 주엽점  (일산서구 중앙로 1496 문촌마을)(주엽동)
- 롯데마트 화정점 (덕양구 화중로 66)(화정동)
- 홈플러스 킨텍스점(일산서구 호수로817)(대화동)
- 홈플러스 고양터미널점  (일산동구 중앙로 1036)(백석동)
- 홈플러스 일산점  (일산동구 중앙로 1275번길 64)(장항동)
- 코스트코 일산점  (일산동구 장백로25)(백성동)

## 스포츠
| 종목 | 리그                  | 구단                   | 창단연도 | 홈구장                               |
| ---- | --------------------- | ---------------------- | -------- | ------------------------------------ |
| 축구 | K3리그                | 고양 시민축구단        | 2008년   | 고양종합운동장                       |
| 농구 | KBL                   | 고양 소노 스카이거너스 | 2022년   | 고양체육관                           |
| 야구 | KBO 퓨처스리그        | 고양 히어로즈          | 2014년   | 고양 국가대표 야구훈련장(고양야구장) |
| 야구 | 독립야구단 경기도리그 | 고양 원더스            | 2017년   | 에이스볼파크                         |
| 풋살 | FK리그                | 고양불스풋살클럽       | 2017년   | 누캄프풋살장                         |

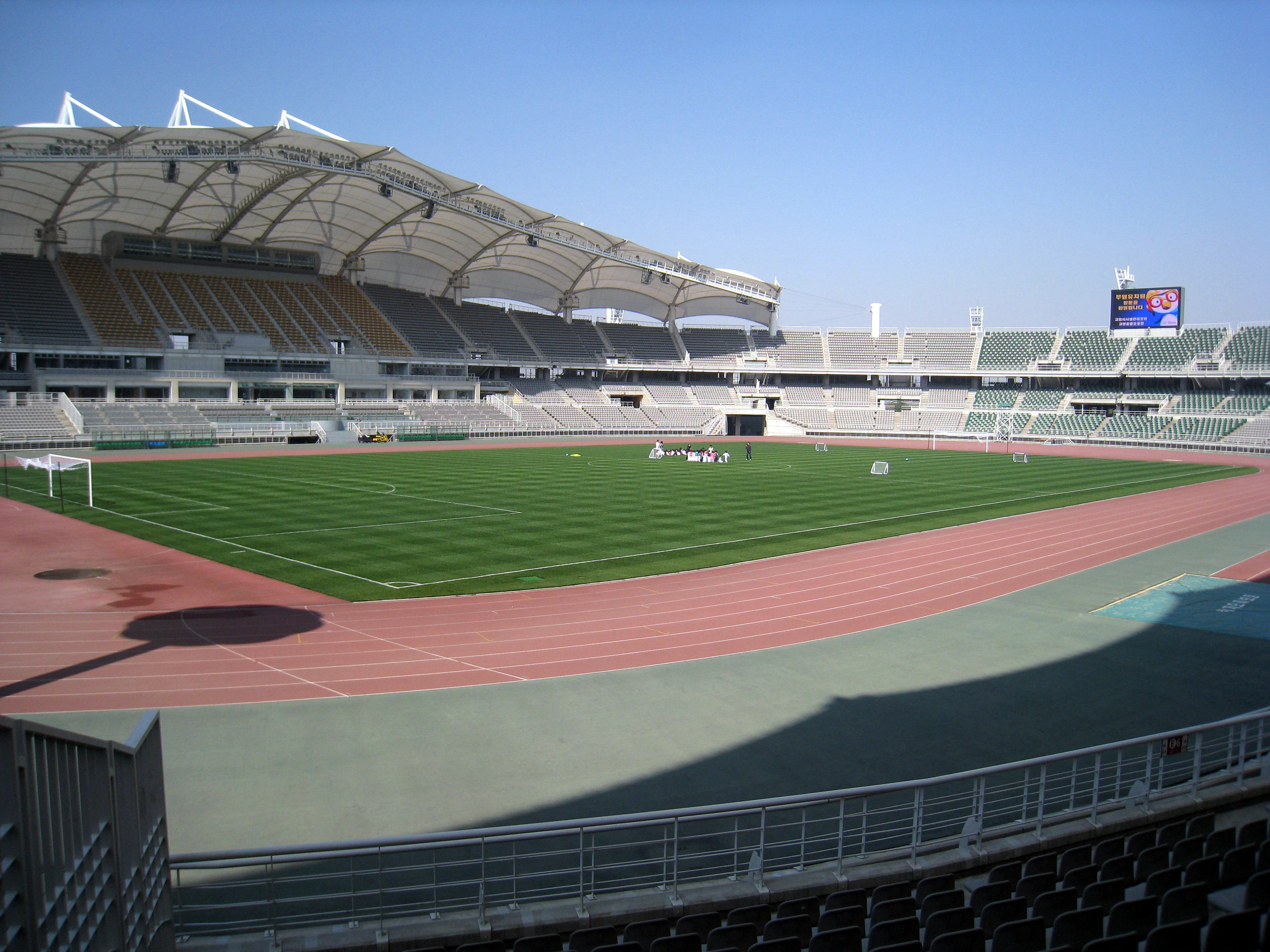
고양종합운동장 전경

2012년까지 고양시를 연고로 하고 있던 고양 국민은행 축구단은 FC 안양에 흡수되었다. 고양 국민은행은 2006년 내셔널리그에서 우승하여 K리그에 승격할 수 있었으나 이를 거부하였다. 이에 반발해 서포터즈 '보레아즈'는 고양 시민축구단을 창단하였다. 과거 경찰 야구단이 있었을 당시 경찰 야구단의 연고지로 사용되었다.

### 고양시 소속 직장운동부
(2017년 12월 현재)
| 종목       | 창단일     | 인원수 합계 | 지도자 | 선수 | 주요 선수                      |
| ---------- | ---------- | ----------- | ------ | ---- | ------------------------------ |
| 계         |            | 59          | 11     | 48   |                                |
| 역 도      | 1987.01.01 | 10          | 2      | 8    | 장미란(은퇴)                   |
| 육 상      | 2002.12.01 | 8           | 2      | 6    |                                |
| 태권도     | 2004.01.12 | 6           | 1      | 5    | 황경선                         |
| 수 영      | 2005.12.28 | 5           | 1      | 4    |                                |
| 빙 상      | 2007.01.01 | 7           | 1      | 6    | 조해리, 곽윤기, 이정수, 김아랑 |
| 테니스     | 2007.01.01 | 5           | 1      | 4    |                                |
| 배드민턴   | 2008.01.01 | 7           | 1      | 6    |                                |
| 세팍타크로 | 2008.12.18 | 6           | 1      | 5    |                                |
| 마라톤     | 2010.01.01 | 5           | 1      | 4    | 이두행, 성지훈                 |

## 교통
고양시의 교통은 경의선, 교외선, 일산선, 자유로, 제2자유로, 통일로 등이 통과하여 서울과의 유출입이 편리하다. 2009년 7월 1일에 수도권 전철 경의선 (현.수도권 전철 경의·중앙선)이 고양시를 관통하여 파주시까지 복선전철이 개통하게 되어 서울로의 유출입 시간이 30분대로 줄어들었으며, 2014년 12월 27일에 수도권 전철 중앙선과 직결 운행을 시작하여 양평군의 용문역까지 환승 없이 한번에 갈 수 있게되었다. 간선급행버스와 국토교통부에서 신설한 M7106번, M7119번, M7129번, M7412번, M7613번 신설로 기존 버스편의 혼잡이 크게 줄었다. 하지만 최근 파주시 지역에 교하지구와 운정신도시 등 주거지역이 발달하면서 이 지역의 차가 유입됨으로써 혼잡도가 증가하는 양상을 보이고 있다. 심야버스도 많이 보유하고 있다. 이전에는 새마을호와 통근열차를 탈 수 있었으나 경의선이 광역전철로 바뀜에 따라 폐지되고 현재는 KTX가 고양시에서 이용 가능한 유일한 일반 열차이다. 새마을호와 무궁화호를 타려면 서울역이나 용산역으로 가야 한다. 2023년 7월 1일에는 대곡역에서 부천시의 소사역까지 연결하는 수도권 전철 서해선 2차 구간(대곡-소사선)도 개통되었다.
또한 인천 도시철도 2호선의 일산 연장이 경제적으로 타당성이 있는지 논의하고 있다.

### 철도
- 한국철도공사
  - 경의선 (● 수도권 전철 경의·중앙선)
(파주시) ← 탄현역 - 일산역 - 풍산역 - 백마역 - 곡산역 - 대곡역 - 능곡역 - 행신역 - 강매역 - 한국항공대역 → 향동역(미개통) -(서울특별시 은평구)
    - 행신역에서 KTX를 이용할 수 있다.

● 인천국제공항철도가 통과하지만 정차역이 없으며, 제일 가까운 역은 디지털미디어시티역이다.
- - 일산선 (● 수도권 전철 3호선)
대화역 - 주엽역 - 정발산역 - 마두역 - 백석역 - 대곡역 - 화정역 - 원당역 - 원흥역 - 삼송역 - 지축역 (서울교통공사 운영) → (서울특별시 은평구)
  - 서해선(● 수도권 전철 서해선)
일산역 - 풍산역 - 백마역 - 곡산역 - 대곡역 - 능곡역 → (서울특별시 강서구)
  - 교외선
능곡역 - 대곡역 - 원릉역 → (양주시)
- SG레일
  - ● 수도권 광역급행철도 A노선
(파주시) ← 킨텍스역 - 대곡역 - 창릉역 → (서울특별시 은평구)

### 버스
- 시내버스 : 고양시의 시내버스, 고양시의 마을버스
- 시외버스 : 고양종합터미널

중장거리 대중교통은 고속버스와 시외버스를 동시에 운영하고 있는 고양종합터미널이 있다. 과거 일산선 화정역 인근에 있는 화정터미널만 있었으나 시설이 노후하고 협소하여 일산동구 백석동에 고양종합버스터미널을 2012년 6월 개장하였다. 고양종합터미널은 당초 2011년 여름에 개장 할 예정이었으나 저축은행 비리 사건과 연루되어 개장이 연기되었다. 고양종합터미널이 개장하면서 화정터미널은 운영 노선수가 대폭 줄었다.
단거리 대중교통은 향토업체인 명성, 서울여객과 파주시 소속 업체인 신성교통, 신일여객에 의해 주로 이루어지고 있다. 그 외에 서울업체인 서울운수, 제일여객, 선진운수, 동해운수, 신촌교통 등이 고양을 지나는 노선을 운영하고 있으며 고양시 거주 및 고양.김포면허를 둔 고양교통, 선진버스도 고양시에 있다.

### 도로
수도권제1순환고속도로와 인천국제공항고속도로가 동서남북으로 관통해 김포공항, 인천공항, 인천광역시, 김포시, 부천시, 시흥시, 의정부시, 구리시로 이동이 가능하다. 고양시에 소재한 서울외곽순환고속도로와 인천국제공항고속도로의 나들목과 분기점은 통일로 나들목과 고양 나들목, 일산 나들목, 자유로 나들목, 북로 분기점이 있다. 2020년에는 평택파주고속도로 북로 분기점 / 남고양 나들목 ~ 내포 나들목 구간이 개통 되며 고양시 구간을 통과하였다.
국도 제39호선과 국가지원지방도 제98호선이 동서남북으로 관통해 인천광역시, 의정부시, 김포공항, 김포시, 부천시로 이동이 가능하며, 국도 제1호선이 고양시 북쪽을 관통해 파주시 조리읍과 서울 은평구로 이동이 가능하다. 국도 제77호선에 속한 자유로가 고양시 서쪽을 관통해 서울 마포구와 파주시으로 이동이 가능하다.
일산신도시의 수도권 전철 3호선 위에 뻗어있는 중앙로는 현재 버스 중앙차로제를 운영하고 있으며 일산신도시의 중심을 이어주는 역할을 하므로 차량이동의 중심지라고 볼 수 있다. 74번 고양시도이다.
고속도로
- 평택파주고속도로
  - 북로 분기점, 행주산성 분기점, 봉대산 분기점, 남고양 나들목, 흥도 나들목, 고양 분기점, 사리현 나들목, 북고양·설문 나들목
- 수도권제1순환고속도로
  - 통일로 나들목, 고양 분기점, 고양 나들목, 일산 나들목, 자유로 나들목
- 인천국제공항고속도로
  - 북로 분기점

국가지원지방도
- 국가지원지방도 제23호선, 국가지원지방도 제39호선, 국가지원지방도 제78호선, 국가지원지방도 제98호선

지방도
- 지방도 제356호선, 지방도 제357호선(제2자유로), 지방도 제358호선, 지방도 제359호선, 지방도 제363호선, 지방도 제367호선, 지방도 제371호선

## 주요 기관
군 관련 시설 제외
- 고양시청
- 고양시의회
- 덕양구청 및 소속 동주민센터와 보건소
- 일산동구청 및 소속 동주민센터와 보건소
- 일산서구청 및 소속 동주민센터와 보건소
- 사법연수원
- 사법정책연구원
- 법원도서관
- 법원공무원교육원
- 의정부지방법원 고양지원 및 등기소 (고양시·파주시관할)
- 의정부지방검찰청 고양지청 (고양시·파주시관할)
- 고양경찰서 및 소속 지구대와 치안센터
- 일산동부경찰서 및 소속 지구대와 치안센터
- 일산서부경찰서 및 소속 지구대와 치안센터
- 고양소방서 및 소속 지역대와 119안전센터
- 일산소방서 및 소속 지역대와 119안전센터
- 경기도고양교육지원청 및 소속 학교
- 고양시도서관(대화, 마두, 백석, 원당, 행신, 화정)
- 서울교통공사 지축차량사업소
- 서울시립화장장
- 서울특별시립 난지물재생센터 및 관련 자치구 기피시설
- 정부고양지방합동청사 및 산하 입주 공공기관(고양노동지청, 출입국사무소 고양출장소, 통계청 고양사무소, 양성평등교육진흥원 고양센터, 국립 여성사전시관)
- 고양세무서 (일산동·서구 지역 관할)
- 동고양세무서 (덕양구 지역 관할)
- 고용노동부 중부지방고용노동청 고양노동지청
- 고양우편취급국
- 고양덕양우체국 및 소속 우체국과 우편취급국 및 군사우체국
- 고양일산우체국 및 소속 우체국과 우편취급국 및 군사우체국
- 일산직업능력개발원 (한국장애인고용공단 관할)
- 한국교육방송공사 (EBS)

## 자매 도시
- 대한민국
  - 경상북도 울진군
  - 전라남도 영광군
  - 전라남도 신안군
  - 전북특별자치도 부안군
  - 경상남도 김해시
  - 충청북도 제천시
  - 충청남도 아산시
- 일본
  - 홋카이도 하코다테시
- 중화인민공화국
  - 헤이룽장성 치치하얼시
  - 산둥성 빈저우시
  - 윈난성 쿤밍시
  - 지린성 옌지시
- 미국
  - 캘리포니아주 샌버너디노
  - 버지니아주 버지니아비치
  - 버지니아주 라우던군
  - 하와이주 마우이군
- 네덜란드
  - 노르트홀란트주 헤르휘고바르드
- 스페인
  - 카탈루냐 지방 사바델
- 멕시코
  - 아과스칼리엔테스주 아과스칼리엔테스
- 몽골
  - 동드고비주
- 오스트리아
  - 아이젠슈타트

## 교류
- 전국다문화도시협의회
- 전국대도시시장협의회

## 같이 보기
- 대한민국의 설치순 도시 목록
- 대한민국의 지리

### 내용주
1. ↑  기존의 시 상징물을 대체하기 위해 2021년부터 새로운 시 상징물을 개발하기 시작하여 최종 채택을 거쳐 2022년 4월 조례까지 개정해 시행했지만, 고양시에서 로고타입만 사용하고 심벌마크와 시기의 사용은 재검토하기로 결정함에 따라 현재 시청에도 시기가 게양되지 않는 등 조례상으로만 존재하고 실제로는 사용되지 않고 있다.
2. ↑  덕양구 주교동, 원신동, 흥도동, 성사1동, 성사2동, 고양동, 관산동, 화정1동, 화정2동, 일산동구 식사동 해당.
3. ↑  덕양구 효자동, 삼송1동, 삼송2동, 창릉동, 능곡동, 행주동, 행신1동, 행신2동, 행신3동, 행신4동, 화전동, 대덕동 해당.
4. ↑  일산동구 중산1동, 중산2동, 정발산동, 풍산동, 백석1동, 백석2동, 마두1동, 마두2동, 장항1동, 장항2동, 고봉동, 일산서구 일산2동 해당.
5. ↑  일산서구 일산1동, 일산3동, 탄현1동, 탄현2동, 주엽1동, 주엽2동, 대화동, 송포동, 덕이동, 가좌동 해당.
6. ↑  사실상의 마스코트이며, 페이스북 등 고양시청이 운영하는 SNS의 캐릭터로 출발하였다.
7. ↑  고양시는 경기도 서북부에 위치하고 있으며 명목상으로는 경기북부지만 사실상 경기북부로 보기에 무리가 있다는 의견이 있다. 특히 일제강점기 때 그리고 조선시대에 서울 한강 이북 지역(도봉구,노원구,중랑구 제외)과 성저십리 일대가 모두 고양군의 영역으로서 서울 한강 이북 지역과 한 식구로 볼 수 있기 때문이다. 특히 현재의 서울 마포구,용산구,성동구,광진구 일대도 한때는 고양군의 영역으로서 그 중 마포구와 용산구(과거 용강면)는 한 식구나 마찬가지이기 때문이다. 특히 과거로 거슬러올라가 보면 한강 이남의 서울 여의도까지 경기도 고양군 용강면에 속해있었던 시절이 있어 역사적으로는 지금의 고양시와 한 뿌리로 볼 수 있기 때문에 경기북부가 아니라는 의견이 있다.특히 고양 토박이들과 경기북부 본 토박이들 간에는 말투와 성격, 문화 등에서 상당히 다르며 고양 토박이들은 경기북부 본 토박이보다는 오히려 서울(한양) 토박이와 매우 비슷하다고 보면 된다.
8. ↑  키움 히어로즈의 퓨처스 리그 팀
9. ↑  만약 연장이 된다면, 탄현동과 중산동의 대중교통 문제가 완화될 듯하다.

### 참조주
1. 1 2  “고양시청 페이스북 타임라인 사진”. 《페이스북》. 2014년 8월 1일.
2. ↑  법률 제4417호 경기도 고양시 설치와 강원도 춘성군의 명칭변경에 관한 법률 (1991년 12월 14일)
3. ↑  고양시 조례 제303호 고양시구설치와관할구역에관한조례 (1996년 2월 17일)
4. ↑  고양시 조례 제892호 (2005년 4월 8일)
5. ↑  박대준 (2022년 1월 13일). “고양특례시 공식 출범…행정·재정 권한 대폭 확대 ‘기대감↑’”. 뉴스1. 2022년 1월 13일에 확인함.
6. 1 2  고양시의 일반현황, 2014년 2월 11일 확인
7. ↑  경기도 통계연보 2011년 PDF자료
8. ↑  통계청, 인구주택총조사
9. ↑  주민등록인구, 2015년
10. ↑  고양은 공공도서관 선진도시, 중앙일보, 2008년 3월 24일자.
11. ↑  고양 국민은행, K리그 승격 거부로 서포터즈 잃다[깨진 링크(과거 내용 찾기)], 일간스포츠, 2007년 8월 1일자.
12. ↑  https://www.newsis.com/view?id=NISX20210212_0001337747
13. ↑  고양 종합버스터미널 착공..2010년 개장, 연합뉴스, 2007년 12월 7일자.
14. ↑  “보관된 사본”. 2012년 1월 19일에 원본 문서에서 보존된 문서. 2012년 1월 2일에 확인함.